# Барку (Туніс)
Барку (араб. برﭬو) — місто в Тунісі. Входить до складу вілаєту Сільяна. Станом на 2004 рік тут проживало 4 547 осіб.